# ウィリアム・カニンガム・グリーン
サー・ウィリアム・カニンガム・グリーン（英: William Conyngham Greene,GCMG GCB PC、1854年10月29日 - 1934年6月30日）は、英国の外交官。1912年から1919年まで、東京で駐日英国大使を務めた。ミドルネームをとって『カニンガム・グリーン』と呼ばれることもある。

## 生涯
リチャード・グリーンとその妻ルイーザ・プランケット（第3代プランケット男爵の娘）との息子として生まれた。ハロー校からオックスフォード大学に進み、1877年に文学士、1880年に文学修士を取得した。在学中の1877年に外務省に入省した。1880年からアテネ、シュトゥットガルト、ダルムシュタット、ハーグ、ブリュッセル、テヘランに勤務した。
1896年にプレトリア駐在管理官として現地に赴任した。この時期、南アフリカへの拡張政策を進める本国政府と現地のトランスヴァール共和国との間には深刻な不和が生じており、一色触発の気配であった。グリーンは開戦阻止に奔走したものの、この行動は好戦的なアルフレッド・ミルナー英国高等弁務官、対英強硬姿勢を崩さないポール・クリューガー政権の双方から不興を買った。結局グリーンは両者の仲裁に失敗、第二次ボーア戦争が開戦するに至り、彼は直後にプレトリアを離れた。その後はスイス、ブカレスト、コペンハーゲンと転勤してヨーロッパ各国を渡り歩いた。

### 日本への赴任
1912年（大正元年）12月1日、駐日英国大使に就任した。
当時日英間には日英同盟があったが、中国での権益をめぐって両国間の利害が衝突を始めていた。1913年に中国で第二革命が勃発した際、袁世凱がこれを鎮圧したが、一方で日本は反袁世凱グループへの支援を行った。この反袁支援に際して、駐北京代理公使ベイルビー・オールストンは外務省に激しい日本批判文を提出したが、グリーンはこれに対して「反袁支援において個人レベルでの日本人の関与はあったのかも知れないが、日本国政府までもが積極的にこれに与したとも思えない」と擁護した。

### 戦区制限問題と対華21カ条要求

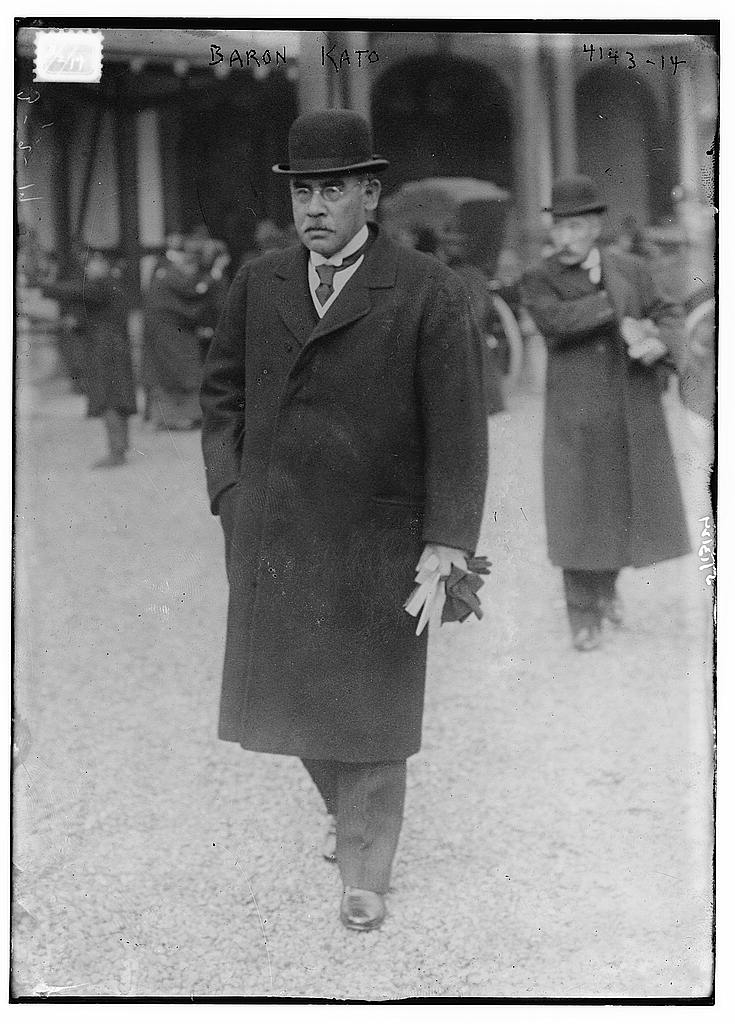
加藤高明外務大臣。1915年。

1914年8月、第一次世界大戦が勃発した。英国はその貿易ルートをドイツ東洋艦隊から守るため、大日本帝国海軍の協力を必要としていた。このため8月6日、グレイ外務大臣は日本に戦争支援を要請し、加藤高明外務大臣もこれを契機に参戦を指向した。この時、日本の宣戦布告によってオーストラリア、ニュージーランド、米国の疑念を招くことを心配したグレイは日本に対し正式参戦を控え、限定された軍事行動をとることを求めた。これに対し、加藤はグリーンに「大隈内閣は宣戦布告を決定したが、何ら領土的野心を有さない」と伝えている。その後もグレイはたびたび日本軍の作戦行動範囲を限定するべく、グリーンに「宣戦布告は承認するが、参戦区域は制限させよ」と訓令したり、「日本の行動は東シナ海以外に拡大しない」といった声明を行った。こうした要求に加藤は反発して一切応じず、グリーンも両者の関係が決裂しないように奔走することとなった。
その後の対華21ヶ条要求では日本の露骨な野心と不誠実さに接し、グリーンは日本への幻滅・失望感を覚えた。これ以降グリーンの対日観は悪化の一途をたどり、「戦争という幸運が加藤男爵の足元にボールを置き、彼はそれを蹴った」と辛辣に批判した。この頃のグリーンは日英同盟について「日本人の感情を害することなく、かなりの礼節を持って同盟を葬り去らねばならない」と考えていたという。1919年4月に大使としての経歴に終止符を打ち、東京を去った。
帰国後の1920年、グリーンは日英同盟の将来を検討する小委員会の委員となった。1921年1月、小委員会は「日英同盟は廃棄し、そのかわり日英米参加国による三国協約を結ぶ」との結論を出したが、首相のロイド・ジョージはこの意見を採用せず、日英同盟の維持を求めた。しかし、アメリカ大統領ウォレン・ハーディングが率先して開催されたワシントン会議により、日英同盟の廃棄が決定された。
1934年に79歳で死去した。

## 栄典

### 賞罰
- - 聖マイケル・聖ジョージ勲章（GCMG）[26]
- - バス勲章（KCB）[27]

### その他
- 枢密顧問官（PC）（1912年[28]）

## 家族
1884年にリリー・フランセス・ストップフォード（Lily Frances Stopford、1862年 - 1950年、第5代コータウン伯爵の娘）と結婚し、二男一女をもうけた。

## 著作
グリーンが書き残したもののうち下記の著書が死後に出版されている。
- 『Foreign Office files for Japan and the Far East』[31]  (1991年)